# San Floriano del Collio
San Floriano del Collio (tiếng Slovenia: Števerjan) là một đô thị ở tỉnh Gorizia thuộc vùng Friuli-Venezia Giulia, nằm ở vị trí cách khoảng 40 km về phía tây bắc của Trieste và khoảng 6 km về phía tây bắc của Gorizia, on the border with Slovenia. Tại thời điểm ngày 31 tháng 12 năm 2004, đô thị này có dân số 807 người và diện tích là 10,6 km². Dân cư ở đây chủ yếu là người Slovenia.
Đô thị San Floriano del Collio có các frazioni (đơn vị cấp dưới, chủ yếu là thôn làng) Bukouje, Giasbana, Uclanzi, Scedina, và Valerisce.
San Floriano del Collio giáp các đô thị sau: Brda (Slovenia), Capriva del Friuli, Cormons, Gorizia, Mossa.